# Eriogaster rimicola
Eriogaster rimicola is een vlinder uit de familie spinners. De wetenschappelijke naam is voor het eerst geldig gepubliceerd in 1775 door Denis & Schiffermüller.
De soort komt voor in Europa.